# Förbundet nationell ungdom

Förbundet nationell ungdom: Flagga med rune

Neo-nazister, inklusive National Youth League, använder ofta swastikan som en symbol.

Förbundet nationell ungdom (FNU) var en nazistisk och nationalistisk förening som bildades 2011 av Robin Boström, tidigare aktiv i nazistnätverket Fria nationalister. Förbundet saknade formell koppling till något specifikt politiskt parti men hade en ideologisk närhet till det nazistiska Svenskarnas parti (SVP). FNU och SVP samarbetade i flera offentliga sammanhang, inklusive demonstrationer.
Föreningen använde en flagga med en rune-symbol, vilket knöt an till deras intresse för nordisk symbolik. I linje med andra nynazistiska rörelser använde Förbundet nationell ungdom även symboler som svastikan för att signalera deras ideologiska hemvist.
Trots sin relativt korta existens blev FNU en symbol för extremhögerns organisering i Sverige under början av 2010-talet. Organisationen uppmärksammades för sin användning av extremistisk retorik och dess kopplingar till våldsbejakande grupperingar.